# うめぼし
『うめぼし』は、小池田マヤによる日本の4コマ漫画作品。スクウェア・エニックスの漫画雑誌『ヤングガンガン』にて2006年10号より2008年15号まで連載された。単行本は全2巻。

## 概要
ギャラリー「SAKURA-SAKURA」（桜々）が舞台。アメリカ帰りの日本人である管理人・桜沢杏と居住者である女性3人を軸に、漬物をしたりエロ・複雑な人間関係やドロ沼愛憎劇要素をあけすけに織り交ぜた日々の生活を描く。この漫画の特色として毎回漬物レシピが載っている。

## 主な登場人物
桜沢杏（おうさわ あん）
21歳。家庭の事情からアメリカで幼少時を過ごすが、頭の悪さを父に嘆かれ、父の手引きでギャラリー「SAKURA-SAKURA」の管理人に就職することに。趣味は漬物を漬けること。
東雲真朱（しののめ まそお）
3号室居住。創作落語家志望の高校2年生。朱色の着物を普段着とし、親元を離れ勉強中。身長157cm。
根岸海松（ねぎし みる）
2号室居住。ギャラリーの一角を借りて子供の為のお茶教室を開いている。既婚者であるが夫は現在借金を作り逃亡中。真朱よりもさらに背が低い割にバストはDカップ。
常盤翠（ときわ みどり）
1号室居住。日本画家の女性。緑色のフレームの眼鏡をかけている。恥ずかしがり屋で背が高い。身長176cm。

## 所収
ヤングガンガンコミックス
1. 2007年7月25日発刊 ISBN 978-4-7575-2056-1
2. 2008年10月25日発刊 ISBN 978-4-7575-2407-1